# Nikita Subbotin
Nikita Jegorowicz Subbotin (ros. Никита Егорович Субботин, ur. 12 września?/25 września 1904 we wsi Susowo w obwodzie riazańskim, zm. 6 stycznia 1968 w Moskwie) – radziecki dowódca wojskowy, oficer polityczny, generał porucznik.

## Życiorys
Od 1926 służył w Armii Czerwonej, od 1929 należał do WKP(b), 1936 ukończył kursy wojskowo-polityczne, a 1941 Wojskową Akademię Polityczną im. W.I. Lenina. Był politrukiem kompanii, wojskowym komisarzem (wojenkomem) pułku, szefem wydziału politycznego i wojenkomem szkoły artylerii, w sierpniu-wrześniu 1939 wojenkomem dywizji zmotoryzowanej, a od września 1939 do października 1940 21 Korpusu Piechoty. W październiku 1940 został zastępcą dowódcy 20 Korpusu Piechoty ds. politycznych, 1941-1942 był szefem wydziału politycznego i wojenkomem dywizji piechoty, szefem Wydziału Politycznego 23 Armii i członkiem Rady Wojennej 8 Armii, a 1942-1944 członkiem Rady Wojennej 57 Armii i 2 Gwardyjskiej Armii. 
Od stycznia do lipca 1944 był członkiem Rady Wojennej 4 Frontu Ukraińskiego, następnie do końca wojny członkiem Rady Wojennej i komisarzem 2 Frontu Białoruskiego. 
W 1944 otrzymał stopień generała porucznika. Uczestniczył w organizacji i prowadzeniu pracy partyjno-politycznej w dowództwie wojsk podczas walk w krajach bałtyckich, pod Leningradem i w bitach pod Stalingradem i pod Kurskiem, przy wyzwalaniu Lewobrzeżnej i Prawobrzeżnej Ukrainy i Krymu, operacji wschodniopruskiej, pomorskiej i berlińskiej. 
Po zakończeniu wojny był członkiem Rady Wojennej Północnej Grupy Wojsk stacjonującej w Polsce i Południowo-Uralskiego Okręgu Wojskowego (1945-1948), od marca 1948 służył w Turkiestańskim Okręgu Wojskowym, 1959 zakończył służbę wojskową.

## Odznaczenia
- Order Lenina (dwukrotnie)
- Order Czerwonego Sztandaru (trzykrotnie)
- Order Suworowa I klasy
- Order Kutuzowa I klasy
- Order Czerwonej Gwiazdy

I medale.